# Arlod
Arlod era una comuna francesa que estaba situada en el departamento de Ain, de la región de Auvernia-Ródano-Alpes, que en 1970 pasó a formar parte de la comuna de Bellegarde-sur-Valserine.

## Demografía
| Gráfica de evolución demográfica de Arlod entre 1800 y 1968 |
|                                                             |

Los datos demográficos contemplados en este gráfico se han cogido de la página francesa EHESS/Cassini.